# ヴァイオリンソナタ第2番 (メンデルスゾーン)
ヴァイオリンソナタ第2番 ヘ短調 作品4 MWV Q12は、フェリックス・メンデルスゾーンが1823年に作曲したヴァイオリンソナタ。本作は彼のヴァイオリンソナタのうち生前に出版された唯一の作品であり、いずれもヘ長調で書かれた他の2曲は未出版のままだった。

## 概要
史上稀に見る音楽の神童であり、絵画、詩作などにも並外れた才能を見せたメンデルスゾーンはヴァイオリンとヴィオラにも優れた才能を備えていた。そのメンデルスゾーンに幼少期からヴァイオリンを教えた講師のひとりに エドゥアルト・リーツがいる。彼の友人でもあったリーツは本作の出版に際して献呈を受けており、他にも弦楽八重奏曲 作品20やヴァイオリン協奏曲 ニ短調などを捧げられている。リーツは1832年に結核により他界しており、メンデルスゾーンはその死を悼んで弦楽五重奏曲第1番の第2楽章を作曲したのであった。
本作を作曲した当時のメンデルスゾーンは劇的なベートーヴェン中期の作風に強い影響を受けており、その影響はこの作品の中にも見出すことが出来る。1825年に『ベルリン一般音楽新聞』に寄せられた評論では、この作品を見下げるような論調で批評が行われている。

## 楽曲構成
全3楽章で構成される。演奏時間は約22分。

### 第1楽章
Adagio - Allegro moderato 4/4拍子 ヘ短調
曲はヴァイオリンの独奏によるレチタティーヴォに開始する。主部に入るとピアノから第1主題が提示される（譜例1）。
譜例1
変イ長調の第2主題は低音を保持した状態で紡がれていく（譜例2）。
譜例2
提示部を繰り返し、展開部では専ら第1主題を用いて展開が行われる。第1主題の再現に続いて第2主題はヘ長調で再現され、譜例1に基づくコーダを経て落ち着いた調子で結ばれる。

### 第2楽章
Poco adagio 3/4拍子 変イ長調
ピアノによる主題の提示で幕を開ける（譜例3）。モーツァルトを思わせるような旋律である。ヴァイオリンが歌い継いでいく。
譜例3
ピアノのカデンツァが挿入され変ホ長調の新しい部分へ入っていく。ピアノの伴奏に乗ってヴァイオリンが息の長い旋律を歌う。ヴァイオリンの自由なパッセージを伴いながら譜例3が再現されると再びヴァイオリンの息の長い旋律へと移行し、楽章の終わりへ向けてそのまま静まっていく。

### 第3楽章
Allegro agitato 6/8 ヘ短調
ピアノによる主題の提示に幕を開ける（譜例4）。
譜例4
続く主題要素はアルペッジョの伴奏に乗り（譜例5）、高音のトリルが後続する。
譜例5
提示部の反復が設けられており、その後に展開となる。展開部では譜例4の素材に対して対位法的な処理が施されていく。譜例4に続いて譜例5が再現されるとヴァイオリン独奏によるカデンツァが挿入され、第1楽章冒頭のレチタティーヴォとの関係が仄めかされることでベートーヴェンも用いた循環技法の使用が示される。曲は力強いコーダを経た後、弱音の2小節を置いて幕切れとなる。